# Wólka Okopska
Wólka Okopska [pronunciación en polaco: /ˈvulka ɔˈkɔpska/] es una aldea ubicada en el distrito administrativo de Gmina Dorohusk, dentro del condado de Chełm, voivodato de Lublin, en el este de Polonia, cerca de la frontera con Ucrania. Se encuentra a unos 7 kilómetros al oeste de Dorohusk, a 17 kilómetros al este de Chełm, y a 81 kilómetros al este de la capital regional Lublin.